# Systematic Botany
Systematic Botany — рецензируемый научный журнал, посвященный систематике растений. Он публикуется ежеквартально Американским обществом таксономистов растений. По данным Journal Citation Reports, в 2010 году импакт-фактор составил 1,889.
Systematic Botany основан весной 1976 года под руководством главного редактора Уильяма Луи Калберсона (Университет Дьюка). Нынешний главный редактор — Джеймс Ф. Смит (Государственный университет Бойсе).
Американское общество таксономистов растений также публикует рецензированную серию таксономических монографий «Систематические ботанические монографии» с 1980 года.

## Индексирование
Systematic Botany индексируется в Агрикола, Агрис, BioOne, PubMed, Scirus и Science Citation.